# دين مورتون
دين مورتون هو لاعب هوكي الجليد كندي، ولد في 27 فبراير 1968 في بيتيربوروغ في كندا.

## وصلات خارجية
- دين مورتون على موقع دوري الهوكي الوطني (الإنجليزية)
- دين مورتون على موقع قاعة مشاهير الهوكي (لاعب أن.إتش.أل) (الإنجليزية)
- دين مورتون على موقع EliteProspects.com (الإنجليزية)
- دين مورتون على موقع HockeyDB.com (الإنجليزية)
- دين مورتون على موقع Hockey-Reference.com (الإنجليزية)